# Mikroregion Úslava
Mikroregion Úslava je svazek obcí v okresu Plzeň-jih, jeho sídlem jsou Blovice. Sdružení vzniklo za účelem řešení některých společných problémů. Sdružuje celkem 13 obcí a byl založen v roce 1999.

## Obce sdružené v mikroregionu
- Blovice
- Chlum
- Chocenice
- Drahkov
- Jarov
- Letiny
- Seč
- Střížovice
- Únětice
- Vlčtejn
- Zdemyslice
- Žákava
- Ždírec